# Жукенов, Дмитрий Русланович
Дми́трий Русла́нович Жуке́нов (род. 24 марта 1997 года) — российский хоккеист, нападающий.

## Карьера
Воспитанник омской хоккейной школы. Выступал в юношеских командах «Авангарда».
В сезоне 2014/15 года начал играть в МХЛ в составе «Омских Ястребов». За сезон провёл 39 игр, набрав 3+18 очков.
С начала сезона 2015/16 стал выступать в хоккейном клубе «Шикутими Сагенинс» из QMJHL. Проведя 70 игр, набрал 18+45 очков.
В драфте НХЛ 2015 года в четвёртом раунде под общим 114 номером был выбран клубом «Ванкувер Кэнакс»
Привлекался в юниорские, юношеские и молодёжные сборные России.
23 апреля 2021 года клуб «Автомобилист» продлил с хоккеистом контракт на 2 сезона — до апреля 2023 года. Форвард дебютировал в составе «Автомобилиста» в сезоне 2020—2021.